# Infected Nations
Infected Nations è il secondo album musicale di genere thrash metal del gruppo britannico Evile, pubblicato nel 2009.

## Tracce
1. Infected Nation – 5:33
2. Now Demolition – 5:46
3. Nosophoros – 5:29
4. Genocide – 7:42
5. Plague to End All Plagues – 5:55
6. Devoid of Thought – 5:37
7. Time No More – 4:00
8. Metamorphosis – 7:40
9. Hundred Wrathful Deities – 11:41

## Formazione
- Matt Drake - voce, chitarra
- Ol Drake - chitarra
- Mike Alexander - basso
- Ben Carter - batteria